# Змиевской уезд
Змиевско́й (Зми́евский) уе́зд — административно-территориальная единица Российской империи (а также Донецко-Криворожской советской республики, УНР и УССР) в составе Харьковской губернии и Харьковской области ВСЮР. Уездный город — Зми́ев.

## История
Змиевскому уезду хронологически предшествовали Змиевская сотня Харьковского полка, а также Лиманская сотня Изюмского полка. Единожды в источнике 1660 г. упоминается Змиевской казачий полк. 26 июля 1765 года Манифестом «Ея императорского Величества Екатерины Второй» сложившееся исторически воеводско-казацкое полковое устройство Слобожанщины было преобразовано в военно-гражданское, управление территорией реформируется с учётом специфики Слобожанщины: вновь созданные провинции территориально полностью соответствуют полкам. Учреждается Слободско-Украинская губерния (с центром в Харькове), в которую входят территории пяти бывших полков (Харьковского, Острогожского, Сумского, Изюмского и Ахтырского). Сословие казаков упразднялось, а из бывших казаков, пожелавших продолжить службу, сформированы регулярные гусарские полки.
На период с 1780 по 1795 гг. Слободско-Украинскую губернию переименовали в Харьковское наместничество. С 1795 г. данной территории возвращён статус и название Слободско-Украинской губернии. 1 мая 1797 г. административный центр Чугуевского уезда был перенесён в город Змиев, отчего и уезд был переименован в Змиевской уезд.

### Территориальные изменения
Змиевской уезд был намного больше территории современного района, в административном плане делился на несколько волостей (сельских округов), количество которых в разное время было различным. Так, в 1868 г. их было 26, а в 1870 г. — 25. В церковно-административном отношении уезд был разделён на пять благочиний. К 1904 г. их количество уменьшилось до трёх.
- Змиевской уезд в составе Слободско-Украинской губернии (между 1797 и 1803 гг.)
- Змиевский уезд в составе Харьковской губернии (1862–1919 гг.)

В 1862 г. территория Змиевского уезда была расширена и приобрела свои максимальные размеры, к нему прибавили несколько волостей Екатеринославской губернии.
К 1917 году в состав уезда входили следующие волости: Алексеевская, Берецкая, Борковская, Бурлукская, Введенская, Волохоярская, Гуляйпольская, Замостянская, Зароженская, Змиевская, Коробчанская, Лебяженская, Лиманская, Нижне-Орельская, Николаевская, Ново-Андреевская, Андреевская (Ново-Борисоглебская), Ново-Серпуховская (Балаклейская), Отрадовская, Охочанская, Попельнянская, Преображенская, Тарановская, Чугуевская и Шебелинская. Революционные веяния коснулись и административного устройства уезда. По ходатайству граждан сёл Боровая, Константиновка и Красная Поляна о выделении из Замостянской волости, постановлением Змиевского уездного исполнительного комитета Совета крестьянских депутатов от 9 февраля 1918 г. упомянутым сёлам было разрешено иметь свою волость в Боровой.
События революции и Гражданской войны 1917—1920 гг. коренным образом повлияли на развитие административно-территориального устройства Змиевщины. После того как в ноябре-декабре 1919 г. белогвардейские Вооружённые силы Юга России (деникинцы) были вытеснены с территории Харьковской губернии, советская власть провела разделение Змиевщины. В конце декабря 1919 г. из состава Змиевского уезда правительство советской Украины выделило 7 волостей, создав на их базе Чугуевский уезд. 15 марта 1922 г. постановлением Президиума ВУЦИК Чугуевский уезд ликвидирован, часть его волостей была возвращена в состав Змиевского уезда. В 1923 г. советское правительство начало административно-территориальную реформу, основанную на принципе экономического районирования. В 1925 г. Харьковская губерния, её уезды и волости были ликвидированы. На её месте были образованы 5 округов и 77 районов. В соответствии с постановлением ВУЦИК от 3 июня 1925 г. количество округов сократилось до 4. В составе Харьковского округа (7 марта 1923 — 13 июня 1930) были образованы 24 района, в том числе Змиевской. Позже количество районов увеличилось до 32. 15 сентября 1930 г. постановлением ВУЦИК и СНК УССР «О ликвидации округов и переходе к двухступенчатой системе управления» в состав Змиевского района было передано село Островерховка (бывшего Мерефянского района). С этого времени территория Змиевского района остаётся неизменной. 9 февраля 1932 г. IV-ой внеочередной сессией ВУЦИК XII-го созыва было одобрено постановление об административно-территориальной реформе, создании областей и переходе на трёхступенчатую систему управления: центр — область — район. В соответствии с данным постановлением, Змиевской район вошёл в состав новообразованной Харьковской области.

## Площадь
В 1865 г. площадь Змиевского уезда составляла по сведениям военно-топографической съёмки 4936 квадратных вёрст (5265,7 км²). Площадь лесов уезда составляла 37 000 десятин (404,225 км²), то есть 7 % пространства уезда. в 1897 году площадь Змиевского уезда составила 6790,7 квадратных вёрст.

## Население
По данным Всероссийской переписи населения 1897 г. число жителей Змиевского уезда составляло 231 491 чел. Из них в Змиеве проживали 4673, а в Чугуеве 12 592 чел. Плотность населения составляла 47,31. На 1000 мужчин в уезда приходилось 990 женщин. Число грамотных было 33604, что составило 14,5 %.
В социальном отношении население уезда состояло из потомственных и личных дворян (2034 чел.), духовенства (864 чел.), купцов (228 чел.), мещан (5630 чел.), крестьян (221119 чел.), прочих (1562 чел.). Также в уезде проживали 54 иностранных подданных.
Подавляющее большинство населения уезда были русскими всех трёх групп (230122 чел.), из которых 63,7 % малороссы (украинцы) и 35,6 % великороссы. Таким образом, по количеству великорусского населения уезд был в губернии на втором месте после Харьковского (39,5 %). Также на Змиевщине проживали поляки (233 чел.), немцы (477 чел.), евреи (257 чел.) и другие национальности (422 чел.).
По конфессиональному признаку большинство населения Змиевского уезда принадлежало к православным христианам (228924 чел.). Далее шли старообрядцы (1226 чел.), католики (258 чел.), различные протестанты (480 чел.), мусульмане (317 чел.), иудеи (257 чел.), прочие христиане (16 чел.), прочие нехристиане (13 чел.).
| Год  | Численность | Численность |
| ---- | ----------- | ----------- |
| 1860 | 81 100      | [ 19 ]      |
| 1897 | 231 491     | [ 20 ]      |
| 1917 | 402 000     | [ 21 ]      |

## Административное деление
В 1913 году в уезде было 24 волости:
| - Алексеевская — сл. Алексеевская, - Андреевская — сл. Андреевка, - Балаклейская — сл. Балаклея, - Берецкая — сл. Верхняя Берека, - Борчанская — сл. Борки, - Бурлуцкая — д. Мостовая, - Введенская — с. Введенское, - Волохоярская — с. Волохов Яр, | - Гуляйпольская — с. Гуляйполе, - Замостянская — с. Замостье, - Зароженская — с. Зарожное, - Змиевская — г. Змиёв, - Коробчанская — с. Коробочкино, - Лиманская — сл. Лиман, - Нижне-Орельская — с. Нижняя Орель, - Отрадовская — с. Отрада, | - Охочанская — с. Охочая, - Попельнянская — с. Чернокаменка, - Преображенская — с. Преображенское, - Соколовская — с. Соколово, - Тарановская — сл. Тарановка, - Чугуевская — г. Чугуев, - Шебелинская — сл. Шебелинка, - Шелудковская — сл. Шелудковка, |

## Символика

### Змиевской герб
Змиевской герб относится к так называемым гласным (то есть, говорящим) гербам, при одном взгляде на рисунок которого сразу же вспоминается название города (уезда, области и т. п.). В данном случае — коронованный змий.
При разработке герба города Змиева в 1804 году Герольдмейстерская контора оставила поле щита цельным, хотя на начало XIX века действовало правило, согласно которому поле уездных и заштатных городов рассекалось на две половины и в верхней части поля щита изображался герб губернского города (Харькова, в данном случае). Таковы, например, гербы Волчанска, Лебедина, Богодухова. Лишь позднее в вольной части змиевского герба было помещено изображение губернского центра.
Этот герб имеет следующее описание: «В красном поле извивающийся вверх золотой змий с градскою на голове его короною».
К XIX веку относится первая загадка змиевской геральдики. В статистическом описании Змиевского уезда за 1837 года имеется описание: «Герб его — в голубом поле змия с золотою короною на голове». Текст данного архивного документа подлинный, чёткий, не носит следов каких-либо правок. Составлено это статистическое описание спустя 34 года после императорского указа об утверждении герба города Змиева. Что произошло за эти 34 года и чем вызвано разночтение с императорским указом в отношении расцветки герба, остаётся невыясненным. В то же самое время в «Памятной книжке Харьковской губернии на 1863 год», изданной в типографии Харьковского университета, на странице 55 сказано: «Герб города Змиева — змий в золотом поле». То же сообщает и Г. Ф. Квитка: «…герб сходно с наименованием: змея в золотом поле».
- Герб г. Змиева, утверждённый в 1781 г.
- Герб г. Змиева от 4 февраля 1804 г.
- Герб Змиева и Змиевского уезда в 1863–1888 гг.
- Герб Змиева и Змиевского уезда в 1888–1919 гг.

### Змиевской флаг
Относительно флага Змиева дореволюционного периода известно немногое. В рукописи А. И. Криштопы, хранящейся в Змиевской районной библиотеке, есть уникальный фрагмент, повествующий о знамени города Змиева: 
Старший землеустроитель <…> Змиевского сельскохозяйственного отдела Степанов Василий Алексеевич в 1927 году вместе с[о] старшим агрономом того же отдела Голубевым Константином Ивановичем побывали на колокольне древнего Змиевского собора и в маленьком чуланчике этой колокольни обнаружили знамя города Змиева. Это знамя имело такой вид: на шёлковом белом полотнище изображение золочёного змия, а сверху его головы золочёная коронка. Древко, к которому прикреплено знамя было белое, верх его заканчивался пикой.
 К сожалению, знамя не сохранилось: 
Эту древнюю реликвию города Змиева Степанов В. А. до начала войны 1941 года хранил вместе с делами землеустройства, а[,] эвакуируясь из Змиева <…> всё закопал в землю. Когда же он осенью 1943 года вернулся в город <…>, то в том месте, где он прятал свои дела и знамя, ничего не нашёл. Яма была разрыта и всё похищено.
 Цитируемая рукопись является единственным документальным упоминанием о существовании флага в городе Змиев.

## Медицина
Медицинская часть поступила в ведение Змиевского уездного земства в 1867 г. К этому времени она состояла всего из 9 фельдшеров и все они находились в зависимости от местных общин, назначавших ничтожное вознаграждение, которым фельдшера, по словам П. И. Волкодаева, не дорожили. Было также 9 волостных аптек с временными аптекарями, но в них не было лекарств, равно как и других медицинских средств; если же и встречались где-нибудь медикаменты, то устаревшие. Ни ветоши, ни бинтов не было. Акушерства не было. Более того, не в каждом селе имелись повивальные бабки. Особенно тяжёлым было положение с оспой. Оспопрививание не проводилось, а в некоторых местах уезда данная болезнь свирепствовала ежегодно.
При таком положении врачебного дела в уезде земству всё приходилось создавать вновь. В первое время деятельности земских врачей нужно было не только лечить, но и искать больных, поскольку последние избегали профессиональной медицины, отдавая предпочтение традиционным видам лечения: травничеству, заговорам. При этом уровень традиционной медицины был низким — упадок её начался ещё в период средневековья. В новое же время многие «знахари» и бабы-шептухи давали вредные снадобья. Поэтому змиевское земство не только постепенно увеличивало количество медицинского персонала, но и знакомило с научной медициной население.
Сначала земство имело только одного врача, который заведовал больницей в Змиеве. В 1865—1866 гг. должность городского врача занимал лекарь Яков Иванович Мухин. Врач для всего остального уезда приглашался только в экстренных случаях. Однако позже был приглашён постоянный врач для уезда, в ведении которого пребывала медицинская часть в волостях (сельских округах). В 1865—1866 гг. уездным врачом значится Егор Александрович Монети, ставший к 1868 г. городским врачом. Затем земство позволило себе трёх врачей, включая больничного, а уезд был разделён на три участка. Третий врач был закреплён за Змиевским уездным училищем. В период 1865—1868 гг. на этой должности пребывал надворный советник Пётр Максимович Горбанёв. Естественно, что при населении Змиевского уезда более 200 000 чел., двух участковых врачей было недостаточно и земство старалось увеличить число врачей. На 1877 г. медицинский штат выглядел следующим образом:
 — городовой врач (он же врач городской больницы Змиева) — коллежский советник Помазанов Иван Степанович;
 — уездный земский врач — коллежский советник Семён Алексеевич Израильский;
 — сверхштатный врач — коллежский асессор Юрий Иванович Ляцевич;
 — смотритель городской земской больницы — губернский секретарь Митрофан Николаевич Жуков.
При дальнейшем развитии медицины уезд был разделён на пять участков. В каждый участок был назначен врач. К участковым врачам были прикреплены фельдшера для командировок. Более того, в каждую волость был назначен постоянный фельдшер, а в некоторые большие волости — два. При волостных фельдшерах были устроены аптеки, снабжаемые медикаментами по усмотрению врачей. Медикаменты приобретались по каталогам врачей в аптекарских магазинах. Сумма ежегодных аптечных закупок составляла 3000 и более рублей. В каждый медицинский участок назначались две повивальные бабки. Особое внимание уделялось прививкам от оспы. К 1877 г. в уезде работали 17 фельдшеров и функционировали 29 оспопрививательных пунктов. К сожалению, имеющиеся в нашем распоряжении источники, не указывают имён фельдшеров. Отрадно, что имена эти частично сохранила народная память. Так, в с. Соколово фельдшером в кон. 80-х — нач. 90-х гг. XIX в. работала Злата Марковна.
9 марта (ст. ст.) 1880 г. Змиевской городской думой были приняты два положения: «О мерах по сохранению народного здравия и соблюдения чистоты в городе» и «О мерах предупреждения и предотвращения эпидемических и прилипчивых болезней». Указанные нормативные акты были дополнены 16 февраля (ст. ст.) 1884 г.
| № участка          | Центр участка | Ф.И.О. участкового врача        | Чин (звание)        |
| ------------------ | ------------- | ------------------------------- | ------------------- |
| 1                  | Волохов Яр    | Кулигин Всеволод Николаевич     | -                   |
| 2                  | Андреевка     | Рапидов Гурий Иванович          | коллежский советник |
| 3                  | Шелудьковка   | Ракшевский Иван Иванович        | -                   |
| 4                  | Преображенск  | Рабенко Лейба Еремеевич         | -                   |
| 5                  | Алексеевка    | Кирзнер Борис Соломонович       | -                   |
| 6                  | Чугуев        | Воронов Иван Фёдорович          | надворный советник  |
| 7                  | Тарановка     | Скляров Георгий Дмитриевич      | -                   |
| 8                  | Змиев         | Зингер Борис Александрович      | надворный советник  |
| 9                  | Граково       | Горинов Константин Васильевич   | -                   |
| 10                 | Балаклея      | Рапутов Мойша Давидович         | -                   |
| 11                 | Лыговка       | Шамраевский Шмарья Абрамович    | -                   |
| 12                 | Охочая        | Абуладзе Ермолай Христ(ианович) | -                   |
| межуездный участок | Лозовенька    | Рейнфельд Ксения Ад(?)          | -                   |

Таблица медицинских участков на 1913 г.
В 1914 г., вероятно, в связи с начавшейся Первой мировой войной в штате змиевских медиков появилась должность запасного врача. Им служил Владимир Григорьевич Соколов. Среди новых назначений примечательна фигура князя Ивана Григорьевича Багратиона-Давидова, служившего врачом на 12-м участке в с. Охочая. На 1-й участок был назначен Александр Иванович Семёнов, на 8-й — Леон[ид] Гаврилович Якубович. Последний сменил на этом посту Б. А. Зингера, который работал врачом Змиевской земской больницы. На Лозовеньковском межуездном участке служил Николай Михайлович Стунге.

## Религия
Основная статья: Змиевской Николаев монастырь
Змиевской Николаевский монастырь в последнее своё время находился в 8 верстах от Змиева и в пяти верстах от устья Гомольши, на правом берегу Донца. И поныне место, где стоял монастырь, есть одно из самых прелестных мест благодатной Украйны. Горы, покрытые вековым лесом, отодвинувшись от Донца, оставляют на берегу его неширокую, но довольно длинную долину. И на краю долины, там, где горы подходят к самому Донцу, под навесом скал и дубов столетних, стоял монастырь, от которого ныне остаётся только щебень.
Выписываем здесь описание сего монастыря из ведомости 1784 г. — времени, самого близкого к закрытию обители. Если бы не эта ведомость, трудно было бы составить точное понятие о святыне древности.
Ведомость говорит: «Монастырь состоит сверх штату. Положение имеет на берегу р. Донца, по течению её на правой стороне. Вокруг онаго монастыря ограда каменная. Внутри две церкви каменныя, первая во имя Преображения Господня; вторая с трапезою во имя Чудотворца Св. Николая. При трапезе поварня, хлебня и два погреба каменныя; кельи игуменския и братския деревянныя. При монастыре поселена слободка, в ней живут наёмные монастырские конюхи, числом 58 человек, на монастырском содержании. Монастырь прежде стоял выше показанного местоположения в версте, при той же р. Донце, по течению ея на правой стороне, где ныне только одна церковь каменная не большая, во имя преп. Антония и Феодосия Печерских, с погребом каменным, и в оной церкви служения уже не бывает. Вблизи онаго стараго монастырскаго места при р. Донце бровар или пивоварня, и гончарная изба; при работе в оных находятся подданные черкасы, в пивоварне вываривается пива вёдер до 500, а в гончарной избе выделываются изразцы для печей и глиняная посуда. При оном старом монастыре 17 садов с плодовитыми деревьями, яблоновыми, грушевыми, дулевыми, сливными и смородинными, из коих один виноградный. Собираемые плоды употребляются для монастырскаго обиходу. Монастырю принадлежит слободка Гомольша, в коей 194 д. м. п., лесу строеваго и дровянаго до 5987 десятин, строевой лес — дубовый, кленовый, берёзовый, липовый и осиновый, в отрубе от 10 до 11 вершков, вышины от 8 до 10 сажен».
В царской грамоте 1703 г., которою монастырь сей, состоявший дотоле в ведении Белоградского епархиального начальства, отдан был вместе со всеми землями и угодьями Киево-Печерской лавре, описаны угодья, купленные монастырём в 1673, 1680, 1683 и 1689 гг., и земли, отданные ему правительством в 1678, 1679 и 1689 гг. Отселе можем видеть, что с 1673 г. монастырь не только существовал, но был в состоянии приобретать угодья покупкою. По памятникам, относящимся к г. Змиеву, известно, что Змиевской монастырь существовал уже в 1668 г. Но в каком году он основался — остаётся пока неизвестным. Несомненно только то, что он основан был козаками, так как в актах постоянно называется Козачьим Змиевским монастырём. Неизвестно также и то, когда монастырь перенесён был на другое место. С полною уверенностью можем сказать только то, что древний главный храм монастыря был храм Святителя Николая, так как монастырь в древних актах называется Николаевским Козацким. Более чем вероятно, что главным храмом монастыря стал храм Преображения Господня тогда, как монастырь перенесён на новое место. Ибо только в памятниках среднего времени Змиевской монастырь называется Преображенским Николаевским. Преображенский храм, сколько можно судить по фундаменту его, который один только и остался, был довольно велик. Храм разобран и продан был в Водолагу, туда же поступил и величественный иконостас резной работы, доселе целый в Воскресенском храме Водолаги, иконостас Николаевского храма продан был в с. Водяное.
Ограда была делом необходимости для Змиевского монастыря, тогда как крымцы так часто делали набеги на Украину. По делу 1724 г. видим, что они увезли было из монастыря даже колокол, который после возвращён от них в имение князя Меньщикова.
Вблизи щебня храмов монастырских видны остатки монастырского сада — несколько грецких орешен и слив, но уже задичавших. Само по себе понятно, что давно уже нет тех богатых 17 садов, о которых говорит ведомость 1784 г..
При закрытии монастыря ризница и все церковные вещи взяты были в Белогородскую соборную ризницу, как это видно по расписке священников Белогородского собора, данной 18 окт. 1788 г. и доселе целой.
Помещаем здесь грамоту Петра I, данную 15 ноября 1701 г. Киевской лавре, где есть нечто и для древней географии слободского края.
Объявив о том, что «Николаевский Козацкий монастырь» Змиевского уезда со всеми его землями, лесами, озёрами и всякими угодьями отдаётся Киево-Печерской лавре, грамота говорит: «А по справке в Разряде по отказным и межевым книгам Змиевскаго воеводы Семёна Дурнова 7197 (1689) году к тому монастырю написано: в Змиевском уезде против села Мохнача на р. Северном Донце мельница, с Ногайской стороны реки Донца сенных покосов десятина; да с той же Ногайской стороны р. Донца на речке Гнилице, выше ольховаго пристену мельница, а подле той мельницы по обе стороны речки Гнилицы пашенныя земли и сенных покосов, 50 четвертей, да лесу непашеннаго тож; да за р. Сев. Донцем с Крымской стороны, ниже того Змиевскаго Никольскаго монастыря в лесу по р. Гомолче, с устья до верховья, пашенной земли и сенных покосов по мере 25 четвертей; да на той же речке мельница, а подле той мельницы скотский двор. А в выписях, каковы к тому отказу Игумен с братиею подал (и Семён Дурной по тем выписям отказывал) написано: 7186 (1678) году Змиевской приказной Мелетий Авдеев отмежевал к тому монастырю на речке Ольшанке мельницы; да Крымской стороны от их мельницы пашенная земля, дикое поле, от сухой долины, а с Русской стороны берег речки Ольшанки сенные покосы и на выкуп Дубровской до серой долины подачу Змиевских жителей градских всяких чинов людей 40 десятин. И в 7187 (1679) году по наказу бояр и воевод князя Григория Григорьевича, да князя Михаила Григорьевича Ромодановских, майор Фёдор Скрыпицын отмежевал к тому монастырю из порозжих земель от Снетчина Городища до р. Севернаго Донца, да рыбной ловли река Донец под монастырём на Ногайской стороне, за тою же рекою Север. Донцем три озера Белое, Косач, Коробово; да против монастыря в тех же урочищах от вершины от Белаго озера до бору, — а меж бору и реки вниз по Север. Донцу до озера Коробова сенных покосов 8 десятин от р. Сев. Донца. В 7189 (1681) году Змиевской приказной Лука Толмачёв, по отписке из Белгорода боярина и воеводы кн. Петра Ивановича Хованскаго, отмежевал к томуж монастырю из порозжей заимочной земли в Змиевском уезде с устья речки Гомольши от Северн. Донца вверх по речке Гомольше обе стороны до Городища пашенная земля и сенные покосы и рыбная ловля и всякия угодья по урочищам. А по купчим, с которых подал списки в приказе великия России того монастыря старец Рафаил, за тем Николаевским монастырём написано: в 7181 (1673) году по продаже, белогородца посадскаго человека Ивана Гладкова в Змиевском уезде в селе Мохначах на р. Северском Донце мельница с двором и с винницею. А с 7188 (1680) году по продаже села Мохнача жителя Максима Антонова на речке Гнилице млинок. По поступке харьковца Якова Васильева в селе Мохначах грунты. В 1681 г. генерал Касогов, делая распоряжения для охранения слободского края от нечаянных вторжений крымцев, предписывал Змиевскому воеводе Большему-Малышеву ехать вместе с змиевскими сотниками Демьяном Жученком и с Яковом Ломиногом в Гомольчанский лес и там сделать засеки на дорогах, между прочим, и на той, что идёт „мимо монастырскаго хутора“. В 7195 (1687) по продаже Змиевских жителей черкас Сергия, Ковнеристова зятя, в Змиевском уезде за речкою Сльшанкою в Ковнеристом кусте распаханных шесть нив, а в тех нивах шесть колес. В продаже Василия Ковнериста в вершине реки Ольшанской пашенная земля и сенные покосы, да хуторец. В 7197 (1689) году по продаже Змиевских жителей Игнатья Салова с товарищи в Змиевском уезде за р. Ольшанскою на левой стороне по Ольшанскому колодезю пахотная земля и сенные покосы. Всего за тем монастырём по отказным и межевым книгам и по выписям и по купчим написано: в Змиевском уезде пашенныя земли и дикаго поля и сенных покосов в разных местах по урочищам 54 десятины, да 25 четвертей, да лесу непашеннаго 5 десятин, всего 59 десятин, да лесу по урочищам, четыре мельницы, да двор и грунты, в р. Север. Донце рыбная ловля, да три озера».
По этой грамоте видно, что до подчинения монастыря лавре управляли монастырём игумены.
Из них один известен по грамоте 1692 г., в которой сказано: «Змиевскаго Козацкаго Николаевска-го монастыря игумену Ионе, с братьею на церковное строение (выдано из таможеннаго дохода) десять рублёв». Игумен Манассия, постриженец Киево-Печерской лавры, в 1673 г. был переведён из Змиевского монастыря в архимандрита Куряжского монастыря для устроения сей новой тогда обители.
В 1735 г. игумен Иларион, из дворянский фамилии Негребецких, пред ним был Иаков Волчанский, а после него в 1737 г. был игуменом Гавриил Краснопольский. В 1741 г. игумен Мартиниан Лабач принял «в Гомольчанских ровнях на Крымской стороне место с яблочным садом и с пахотным полем» в обмен за участок земли на речке Гнилушке, уступленный лиманцу Ивану Осадчему. Преемником его был игумен Патермуфий, известный в 1745 г. Последним игуменом был Фаддей Руцкий.
При закрытии монастыря в 1788 г. видим в Змиевском монастыре двух иеромонахов и 4 монахов.
Из числа братий известен иеродиакон Геннадий Дробицкий, который в миру был подпрапорным Харьк. полка Григорием Степановичем Дробицким. В 1735 г. он отдал коллегиумскому монастырю свои земли: а) два огорода под холодною горою; б) леваду под холодною горою при большой дороге из Харькова; в) луку под холодною горою с вишнёвым садом. В фамильной летописи г. Кветок замечено, что Григорий Дробицкий, двоюродный брат по матери полковника Ивана Григорьевича Кветки, пострижен в монашество 5 апр. 1730 г. ректором Платоном Малиновским «в обитель Новопечерскую Змиевскую, в доме его в Харькове», и что он назван Геннадием.
- Высочиновская икона Божией матери

Казанская чудотворная икона Божией Матери, именуемая Высочиновской, находилась в Михаило-Архангельской церкви мужского монастыря близ города Змиева Харьковской губернии. Святая икона Божией Матери явилась в XVIII веке лесному сторожу в сосновом бору на берегу речки Мжи. Сторож увидел стоявшую на болотной кочке икону Божией Матери, от которой исходили светлые лучи. Когда он взял икону Богородицы, из-под кочки заструился источник чистой воды. Сторож унёс явленный образ домой, где жил с женой, десятилетним сыном и больным отцом, который был слеп и почти всё время лежал на печи, передвигаться же он мог лишь при помощи костылей.
Однажды, когда в сторожке находились отец сторожа со своим внуком, мальчик увидел, что от иконы исходит яркий свет. Мальчик испугался и сказал деду, лежавшему на печке, что в углу что-то горит. Старик с трудом слез с печки и подошёл к углу, где стояла святая икона. Вдруг глаза его прозрели, и он увидел Казанскую икону Богородицы. Затем он увидел и остальные окружающие его предметы и, почувствовав себя совершенно здоровым, отбросил костыли и со слезами стал благодарить Божию Матерь за дивное чудо.
На следующее утро всё семейство сторожа направилось в храм ближайшего села Артюховки благодарить Бога за совершившееся исцеление старика и рассказать обо всем местному священнику. Святая икона Божией Матери была поставлена в церкви, а семейство вернулось домой. Ко всеобщему удивлению, на следующее утро икона Божией Матери оказалась на своём месте в сторожке. Трижды икона Божией Матери приносилась в церковь и трижды возвращалась обратно на своё место. Вернулась икона и после того, как её крестным ходом перенесли в церковь города Змиев. Тогда было принято решение оставить икону там, где пожелала Пресвятая Богородица. В сторожку с чудотворной иконой стало приходить множество людей, чтобы получить исцеление от болезней и укрепление в душевных страданиях.
После Полтавской битвы император Пётр I наградил отличившегося в бою сотника Василия Высочинова чином воеводы и земельным наделом. Василий оказался хозяином того места, где в сторожке стояла чудотворная икона Божией Матери. Воевода основал на этом месте село, которое по его имени стало называться Высочиновкой. Узнав о явлении святой иконы Божией Матери, Высочинов попросил перенести приходскую церковь села Артюховки на место явления святого образа. В 1795 году в Высочиновке на месте обветшавшего деревянного храма была выстроена новая каменная церковь, а в 1886 году основан мужской монастырь, в котором и находилась чудотворная икона Божией Матери.

## Народное просвещение
Согласно официальным данным, в Змиеве первое двухклассное училище было открыто в 1805 году. Помещение этого училища было неудобным из-за тесноты и плохого размещения комнат. Публичная библиотека здесь размещавшаяся, насчитывала 1237 томов в систематическом порядке. На содержание училища из государственной казны выделялось 2283 руб., 65 коп.
Интересное сообщение о Змиевском училище приводит Г. П. Данилевский: «… сторож получает 6 руб., А учитель — 5. Учитель этот пришёл сюда пешком, в одной крестьянской свитке, чуть не умирая от голода. Он торговаться о стоимости своего труда не мог, а сторож мог. Тогда базарные цены заработков были высокими».
В 1828 г. был издан новый школьный устав. Отныне каждый тип школы стал замкнутым и сословно обособленным. Змиевское трёхклассное уездное училище предназначалось для детей купцов, ремесленников и других городских обывателей. Оно включало в свою программу русский язык, арифметику, часть геометрии, истории и географию. В 1837 г. училище было реорганизовано в соответствии с новым уставом.
К 1865 г. штатным смотрителем работал коллежский асессор Иван Фёдорович Вертоградов. Преподавались следующие предметы: Закон Божий (священник Иоанн Яковлевич Рудинский), русская словесность (титулярный советник Иван Ефимович Боголюбов), арифметика и геометрия (Иван Иванович Павловский), история и география (губернский секретарь Гавриил Иванович Комлишинский), рисование и чистописание (чиновник XIII класса Иван Петрович Прохорович). Учителем (классным руководителем) работал коллежский регистратор Алексей Алексеевич Киселёв. Необходимый медицинский уход осуществлял врач в чине надворного советника Пётр Максимович Горбанёв.
Для училища был приобретён земельный участок возле Соборной площади, где в 1842 г. построено двухэтажное здание, возведение которого стоило 3700 руб. Сейчас в этом здании расположены Змиевской краеведческий музей и Змиевская детско-юношеская спортивная школа.
В 1864 г. в Российской империи начались земская и школьная реформы. 5 сентября ст. ст. 1865 г. прошло первое очередное земское собрание Змиевского уезда. И собрание, и управа исполняли возложенные на них обязанности, насколько позволяли средства, которыми обусловливалась вообще земская деятельность. Средства эти могли быть получены путём т. н. раскладки, которая касалась непосредственно каждого из гласных. Так как в Змиевском уезде не существовало никакой промышленности, то земству приходилось извлекать все необходимые ему средства из земли, облагая её владельцев специальным денежным сбором. Поэтому в деятельности Змиевского земства заметно постоянное стремление к экономии.
Одной из сфер попечительства земства было народное просвещение. На баланс земства учебные заведения были переведены 1867 г. К этому времени в Змиевском уезде насчитывалось 36 школ, в которых обучалось 1200 учащихся. При этом отмечалось, что «Учителями были большею частью полуграмотные солдаты, писаря, крестьяне, довольствовавшиеся весьма ничтожным вознаграждением, чаще только за учебные месяцы. Учебников не было и даже букварей весьма мало, а об руководство для учителей и говорит нечего: полуграмотные учителя не могли бы и воспользоваться ими. Дети приходили в школы, когда угодно было родителям, и точно также оставляли школы. Учителя приглашались общинами, для которых дешевизна составляла главное условие пригодности учителя. … Школы размещались в крестьянских избах, при расправах или волостных правлениях. … Средний расход на школу не превышал 50 руб.».
Надо отдать должное, земство очень живо взялось за развитие школьного дела. Был создан училищный совет, занимавшийся образованием в уезде. Сначала земское собрание отводило на содержание школ только доходы от сбора за мельницы, но впоследствии, после детального доклада управы, суммы были увеличены. Особенно много для развития просвещения Змиевщины сделал инспектор народных училищ Харьковской губернии И. Я. Литвинов. Примечательно, что люди этого не забыли. После смерти Литвинова жители с. Гетмановки Змиевского уезда решили почтить память своего земляка открытием школы его имени.
В 1890 г. в Змиевском уезде было уже 53 училища, среди которых 2 частных. Училось в них 3276 учеников.
Замостье
16 октября 1865 г. открывается церковно-приходская школа в с. Замостье (при Свято-Николаевском храме). Изначально здесь были приняты к обучению 12 детей из зажиточных крестьянских семей. Учительствовал дьяк Павел Новомирский. Как и в других подобных школах, обучение продолжалось 2 года. Располагалась Замостянская школа в маленьком доме, где в одной комнате жил сам учитель, а в другой учились дети 10-12 лет. Языком обучения были русский и церковнославянский. Основными учебниками являлись Евангелие, Часо-слов, «Родное слово» и «Задачник» Грушевского. В 1870 г. Замостянская церковно-приходская школа стала трёхклассной. В связи с этим увеличился штат школы: Закон Божий теперь преподавал священник Пётр Красовский, другие предметы — учительница Агафья Раевская. В 1900 г. церковно-приходская школа была преобразована в земское начальное училище. Учились здесь в начале XX в. уже 47 человек. Заведовала училищем Александра Поликарповна Грузинцева. В штат входили также учителя С. С. Ботоврина и М. П. Ольшанская. В 1917 г. училище стало четырёхлетней школой и несколько расширило свои площади. Теперь оно размещалось в двух зданиях: старом деревянном и каменном (бывшем доме священника). Это было единственное каменное здание Замостья в то время. Учились тут 123 человека, работали четыре учителя.
Тарановка
В 1866 г. церковно-приходская школа открылась в с. Тарановке. Обучались здесь 48 детей (при численности жителей 4200 человек). Первый выпуск составил 11 учеников. В 1905 г. открылось народное училище. В обоих учебных заведениях обучались теперь 78 учеников, из них 7 девочек. До 1917 г. численность тарановских школьников так и не превысила 100 человек. К 1923 г. школы были сведены в одну, семилетнюю. Она получила перестроенный дом одного из помещиков и именование в честь А. И. Буценко. В это время количество учеников составило 352 человека, учителей — 10.
Балаклея
В Балаклее в нач. XX в. функционировали 4 земских училища, в которых работали 9 учителей и обучались 500 детей.
Андреевка
В Андреевке (теперь в Балаклейском районе) в нач. XX в. население составляло 7500 чел., школа же была только одна, церковано-приходская. Накануне Первой мировой войны учились в ней 141 чел. И работали 2 учителя.
Соколово
В Соколово в кон. XIX в. работала только одна начальная школа. В 1886—1887 уч. г. обучение здесь проходили 72 ученика.
Лиман
В с. Лиман в нач. XX в. работали церковно-приходская школа и земское смешанное одноклассное училище.
Спасов Скит (Первомайское)
17 октября по старому стилю 1888 г. на территории Змиевского уезда потерпел крушение царский поезд. Царь Александр III и его семья уцелели. В честь чудесного спасения император повелел построить величественный храм. В 1894 г. храм Христа Спасителя был освящён. Здесь же был основан мужской монастырь. Люди из окрестных хуторов переслялись ближе — так возникло село Спасов Скит (теперь Первомайское). В 1900 г. при монастыре открывается церковно-приходская школа. В первые годы обучались в ней около 40 чел. Учителями работали священники Иоанн (Филиппович) и Алексей (Редозубов), которых в период 1917—1920 гг. сменили отцы Артемий (Малыгин) и Вениамин (Татаринов). В 1924 г. церковно-приходская школа была преобразована в начальную с четырёхлетним образованием. В 1916—1927 гг. количество учеников возросло до 80.

## Библиотечная сеть
Развитию народного просвещения способствовало открытие сети библиотек. Число их к 1899 г. в Змиевском уезде достигло девяти. Как правило, открытие библиотек было делом земства. Но, например, в с. Тарановке библиотека была открыта по инициативе местных крестьян. А библиотека с. Замостье была признана образцовой в Харьковской губернии. Большое участие в её организации принял местный волостной старшина Онопко, Михаил Семёнович.
В кон. XIX в. в с. Лимане Змиевская уездная земская управа открыла народную библиотеку. В Соколово такая библиотека открылась лишь в 1914 г.
В уездном центре находилась земская библиотека, насчитывавшая около 500 книг. Пользование библиотекой было платным. В заштатном городе Чугуеве библиотек в 1901 г. было две..